# Calu-3
Pour les articles homonymes, voir Calu (homonymie).
Calu-3 est une lignée cellulaire de cancer du poumon humain utilisée comme modèle de cellules du système respiratoire. 

## Origine
Elle dérive de cellules prélevées en 1975 par Germain Trempe et Jorgen Fogh (du Memorial Sloan Kettering Cancer Center) à partir d'un épanchement pleural chez un patient masculin, blanc, de 25 ans victime d'un adénocarcinome pulmonaire.

## Caractéristiques et intérêts

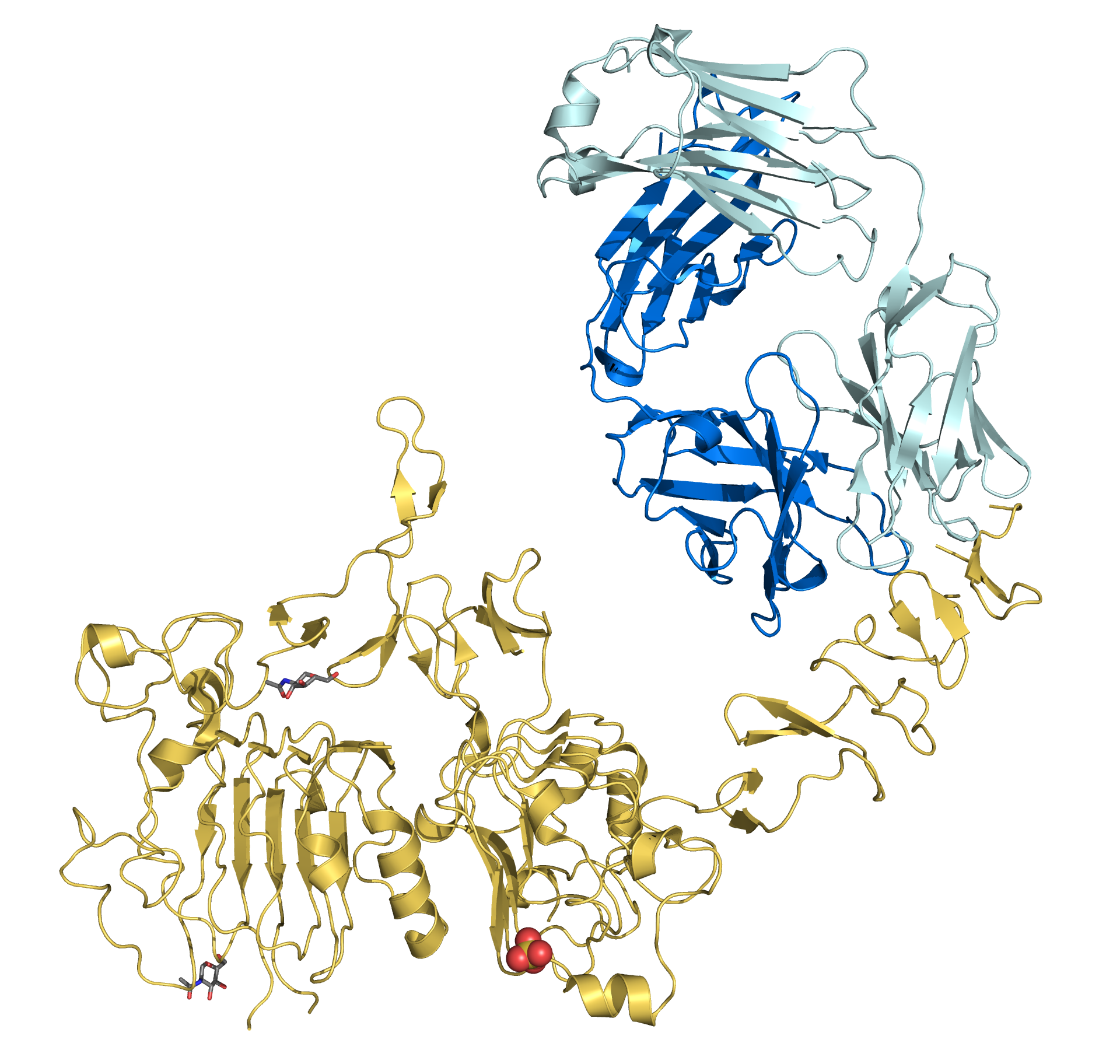
Représentation des domaines du gène ERBB (gène surexprimé dans les cellules Calu-3, est qui joue un rôle dans la prolifération agressive du cancer

- Cette lignée cellulaire Calu-3 se développe en monocouche adhérente ;

- ses cellules surexpriment le gène ERBB2, conduisant à ErbB2/Her2 actif.

- Elles expriment aussi la CK7, l'occludine et la E-cadhérine[2] ;

- Les cellules Calu-3 sont aussi concernées par de grandes quantités de régulateur de conductance transmembranaire de la fibrose kystique[3].

## Utilisations
Ces cellules ont été utilisées pour :
- étudier l'administration pulmonaire de médicaments, elles ont montré qu'elles pouvaient ingérer des substances de faible poids moléculaire[4].

- modéliser la respiration la prise d'air et certains types de lésions pulmonaires liées à l'inhalation de substances étrangères[1].

- étudier la sécrétion d'ions chlorure par les cellules épithéliales pulmonaires[3].

- des applications de criblage à haut débit axées sur l'intégrité de la barrière et l'expression des protéines de surface des cellules pulmonaires[5].